# Јован Ђуричић
Јован Ђуричић је био српски географ и универзитетски професор.

## Биографија
Студије географије завршио на ПМФ-у у Београду 1956, где је 1978. завршио и последипломске студије. После завршених основних студија, од 1957. радио је у гимназији у Зеници као професор географије и као директор школе, а од 1965. до 1967. као директор Међуопштинског просветно-педагошког завода у Зеници. Наредне две године био је директор Заједнице за школство у Зеници, а од 1969. до 1974. радио је као просветни саветник за наставу географије у Републичком просветно-педагошком заводу у Сарајеву. После тога је прешао у Нови Сад, где је у Педагошком институту Војводине радио као саветник, помоћник директора и директор (1986–1990). На ПМФ-у у Новом Саду одбранио је 1986. докторску дисертацију (Становништво Бачке, Н. Сад 1989). Године 1990. запослио се на истом факултету. До 1996. стекао је звање редовног професора и предавао је помоћни предмет Математичка географија и основне предмете Основи туризма, Туристичка географија и Туристичке регије света. У научном раду више пажње је посвећивао проблемима друштвене географије, односно становништву и привредној географији. То се посебно истиче у раду на пројекту „Географија Војводине" који је покренуо Бранислав Букуров, где је у три монографије он писао поглавља о привреди.